# Damien Echols
Damien Wayne Echols (nacido Michael Wayne Hutchison; 11 de diciembre de 1974) es un autor estadounidense quien primero se hizo conocido como uno de los tres adolescentes, the West Memphis Three, 
convicto por triple asesinato en 1994 a pesar de la falta de pruebas físicas que los relacionaran con el crimen y la dudosa naturaleza de las otras pruebas. Tras su liberación del corredor de la muerte 
en 2011 en virtud de una declaración de culpabilidad en el caso Alford, Echols es autor de varios libros autobiográficos y espirituales. Ha aparecido en varios libros, documentales y podcasts sobre sus trabajos espirituales y el caso de los Tres de West Memphis.

## Biografía

### Primeros años
Damien Wayne Echols nació como Michael Wayne Hutchison el 11 de diciembre de 1974. Vivió con sus padres hasta su divorcio, cuando tenía 8 años. La familia se mudaba frecuentemente y Echols pasaría por 8 colegios antes de los 10.
Con 13 años se cambió el nombre, tomando el apellido de su padrastro Jack Echols.
La familia se estableció en West Memphis, Arkansas, donde Echols fue a la escuela. Seguía en noveno grado a la edad de 17.
Echols, con su hábito de vestirse todo el año con una gabardina negra y su interés por la brujería (Wicca), era considerado un inadaptado en la comunidad local. También escribió poemas oscuros y expresivos.